# پاشلی سایکلز

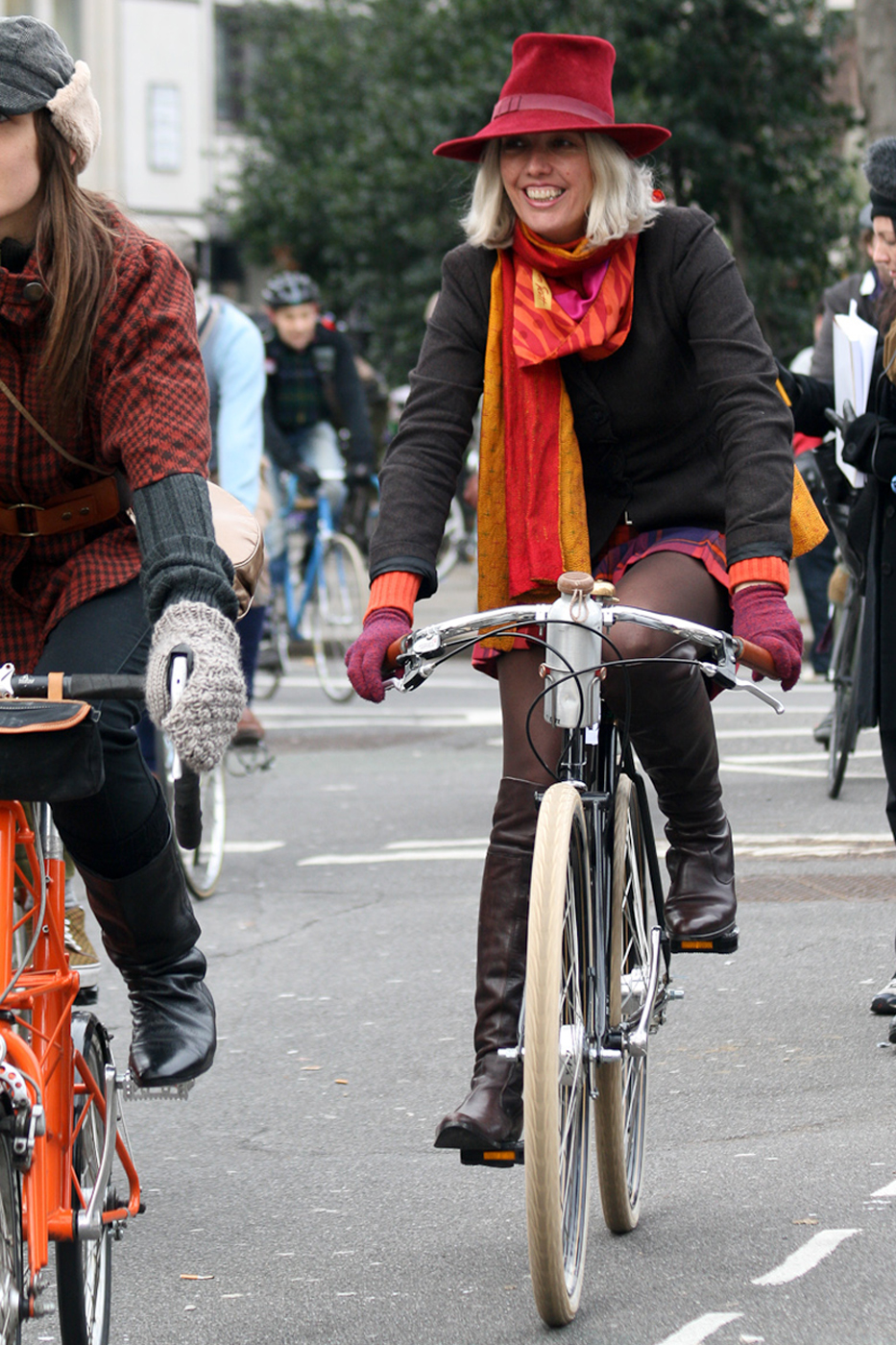
نمایی از دوچرخه تولیدی شرکت پاشلی سایکلز

پاشلی سایکلز (انگلیسی: Pashley Cycles) شرکت دوچرخه‌سازی بریتانیایی است، که در سال ۱۹۲۶ تأسیس شد.